# 佩图拉·克拉克
佩图拉·克拉克，CBE（英語：Petula Clark，1932年11月15日—）是英国歌手、演员、作曲家，其职业生涯长达70多个年头。
克拉克的职业生涯始于二战期间，那时她在英國廣播公司電台里作艺人。1950年代，她开始用法语演唱，并以《The Little Shoemaker》、《With All My Heart》、《Prends Mon Cœur》在法语圈、英文圈获得了国际上的成功。1960年代，她开始在全球走红，并被称为“英國入侵第一女士”（the First Lady of the British Invasion）。她已卖出超过6800万张唱片。